# Bodo von der Horst
Bodo Maximilian August Heinrich Friedrich Wilhelm Freiherr von der Horst (* 5. Oktober 1838 in Ellerburg; † 20. Mai 1926) war ein preußischer Generalleutnant.

## Leben

### Herkunft
Er war der Sohn des Landrats Adolf von der Horst (1806–1880) und dessen Ehefrau Maria, geborene von Schmitz-Grollenburg (1808–1863).

### Militärkarriere
Horst absolvierte das Gymnasium in Minden und trat am 1. Januar 1857 als Dreijährig-Freiwilliger mit Aussicht auf Beförderung in das 15. Infanterie-Regiment der Preußischen Armee ein. Hier avancierte er im Juli 1859 zum Sekondeleutnant und war 1861 für einige Monate zum Lehr-Infanterie-Bataillon nach Potsdam kommandiert. Am 1. März 1862 wurde Horst zum Adjutanten des Füsilier-Bataillons ernannt und nahm in dieser Eigenschaft 1864 während des Krieges gegen Dänemark an den Gefechten bei Missunde und Rackebül sowie dem Sturm auf die Düppeler Schanzen teil. Neben einer königlichen Belobigung erhielt Horst für sein Verhalten beim Übergang nach Alsen den Roten Adlerorden IV. Klasse mit Schwertern.
Nach Beendigung des Krieges wurde er auf ein Jahr zum Garde-Feldartillerie-Regiment kommandiert und am 3. April 1866 in das Kaiser Franz Garde-Grenadier-Regiment Nr. 2 versetzt. Im gleichen Jahr zog Horst mit diesem Regiment in den Krieg gegen Österreich, kämpfte bei Soor und wurde für die Schlacht bei Königgrätz mit dem Kronenorden IV. Klasse mit Schwertern ausgezeichnet. Nach dem Vorfrieden von Nikolsburg stieg er am 31. Juli 1866 zum Premierleutnant auf.
Zunächst als Führer der mobilen 8. Kompanie nahm Horst nach dem Beginn des Krieges gegen Frankreich am 18. August 1870 an der Schlacht bei Gravelotte teil und erlitt dabei durch einen Schuss in den linken Arm eine leichte Verwundung. Er erhielt das Eiserne Kreuz II. Klasse und fungierte ab dem 31. Oktober 1870 während des Belagerung von Paris als Führer der mobilen 3. Kompanie. Am 15. November 1870 wurde Horst unter Beförderung zum Hauptmann zum Chef dieser Kompanie ernannt. Nach dem Friedensschluss stieg er zum Major und etatsmäßigen Stabsoffizier auf. Am 20. Juni 1883 wurde Horst zum Kommandeur des Füsilier-Bataillons ernannt. 1885 war er zur Teilnahme an der Generalstabsübungsreise des Gardekorps kommandiert. Am 4. Dezember 1886 wurde Horst Kommandeur des Garde-Jäger-Bataillon und in dieser Stellung am 17. September 1887 zum Oberstleutnant befördert. In Vertretung des erkrankten Kommandeurs, des Erbgroßherzogs Friedrich von Baden, war Horst vom 2. September bis zum 16. Dezember 1889 mit der Führung des 5. Badischen Infanterie-Regiments Nr. 113 beauftragt. Anschließend beauftragte man ihn mit der Vertretung des abkommandierten Kommandeurs des 5. Westfälischen Infanterie-Regiments Nr. 53. Am 24. März 1890 wurde Horst Oberst und Kommandeur dieses Verbandes in Aachen. Unter Stellung à la suite am 18. April 1893 mit der Führung der 28. Infanterie-Brigade in Düsseldorf beauftragt, wurde Horst am 17. Juni 1893 mit der Beförderung zum Generalmajor Kommandeur der Brigade. In dieser Stellung wurde ihm anlässlich des Ordensfestes 1895 der Rote Adlerorden II. Klasse mit Eichenlaub und Schwertern am Ringe verliehen. In Genehmigung seines Abschiedsgesuches und unter Verleihung des Charakters als Generalleutnant stellte man Horst am 18. Juni 1896 mit der gesetzlichen Pension zur Disposition.
Er war Ehrenritter des Johanniterordens.

### Familie
Horst hatte sich am 14. Juli 1865 in Hamburg mit Valeska Schröder (1846–1878), einer Enkelin von Anton Diedrich Schröder, verheiratet. Aus der Ehe gingen zwei Töchter hervor. Die ältere Tochter Anne-Marie (1867–1945) heiratete am 8. Oktober 1889 in Potsdam den späteren preußischen Generalobersten Moriz von Lyncker.